# Bobby Collins
Robert Young "Bobby" Collins (Govanhill, 16 de fevereiro de 1931 - 13 de janeiro de 2014) foi um futebolista e treinador escocês que atuava como meia.

## Carreira
Bobby Collins fez parte do elenco da Seleção Escocesa de Futebol na Copa do Mundo de 1958.